# Amstel Gold Race 1990
De 25ste editie van de Amstel Gold Race werd gehouden in 1990, was 249 km lang en ging van Heerlen naar Meerssen. Op het parcours waren er 15 hellingen. Aan de start stonden 191 renners.

## Verloop
Gert-Jan Theunisse demarreert in Wijlre, Ronan Pensec volgt. Steven Rooks doet het afstopwerk voor zijn ploegmaat. Op de Cauberg ontploft de groep achtervolgers dan toch, Theunisse en Pensec blijven echter nipt vooruit (6 seconden). Michel Dernies probeert naar Theunisse en Pensec toe te rijden, Phil Anderson haalt hem terug. In de laatste meters sprint Luc Roosen over Jan Goessens naar de overwinning, althans, dat denkt hij. Hij steekt zijn armen in de lucht, maar Adrie van der Poel drukt zijn fiets net voor hem over de finish.
Door chaotische taferelen met publiek, renners en volgerskaravaan op de Keutenberg werd besloten deze helling te weren uit de volgende Amstel Gold Race. Ook de chaos aan de finish in Meerssen deed de organisatie besluiten Maastricht als finishlocatie te kiezen voor de volgende editie. En zo doende was dit dus de laatste keer dat de Amstel Gold Race in Meerssen finishte.
Miguel Indurain stond ook aan de start en zou als 19e finishen.

## Hellingen
De 15 hellingen gerangschikt op voorkomen op het parcours.

| 1. Krekelberg 2. Hussenberg 3. Moorveldsberg 4. Adsteeg 5. Ubachsberg 6. Huls 7. Gulperberg 8. Koning van Spanje | 9. Vijlenerbos 10. Schweiberg 11. Keutenberg 12. Eyserbosweg 13. Fromberg 14. Cauberg 15. Berg |

## Uitslag
| rang | renner               | land      | tijd       |
| ---- | -------------------- | --------- | ---------- |
| 1    | Adrie van der Poel   | Nederland | 6u 17' 17" |
| 2    | Luc Roosen           | België    | z.t.       |
| 3    | Jelle Nijdam         | Nederland | z.t.       |
| 4    | Jan Goessens         | België    | z.t.       |
| 5    | Franco Ballerini     | Italië    | z.t.       |
| 6    | Jean-Claude Leclercq | Frankrijk | z.t.       |
| 7    | Andreas Kappes       | Duitsland | z.t.       |
| 8    | Gianni Bugno         | Italië    | z.t.       |
| 9    | Johan Museeuw        | België    | z.t.       |
| 10   | Phil Anderson        | Australië | z.t.       |

1966 · 1967 · 1968 · 1969 · 1970 · 1971 · 1972 · 1973 · 1974 · 1975 · 1976 · 1977 · 1978 · 1979 · 1980 · 1981 · 1982 · 1983 · 1984 · 1985 · 1986 · 1987 · 1988 · 1989 · 1990 · 1991 · 1992 · 1993 · 1994 · 1995 · 1996 · 1997 · 1998 · 1999 · 2000 · 2001 · 2002 · 2003 · 2004 · 2005 · 2006 · 2007 · 2008 · 2009 · 2010 · 2011 · 2012 · 2013 · 2014 · 2015 · 2016 · 2017 · 2018 · 2019 · 2020 · 2021 · 2022 · 2023 · 2024 · 2025

Lijst van beklimmingen